# Konopnica (Serbia)
Konopnica (cyr. Конопница) – wieś w Serbii, w okręgu jablanickim, w gminie Vlasotince. W 2011 roku liczyła 863 mieszkańców.